# Leichtathletik-Europameisterschaften 2010/Kugelstoßen der Männer

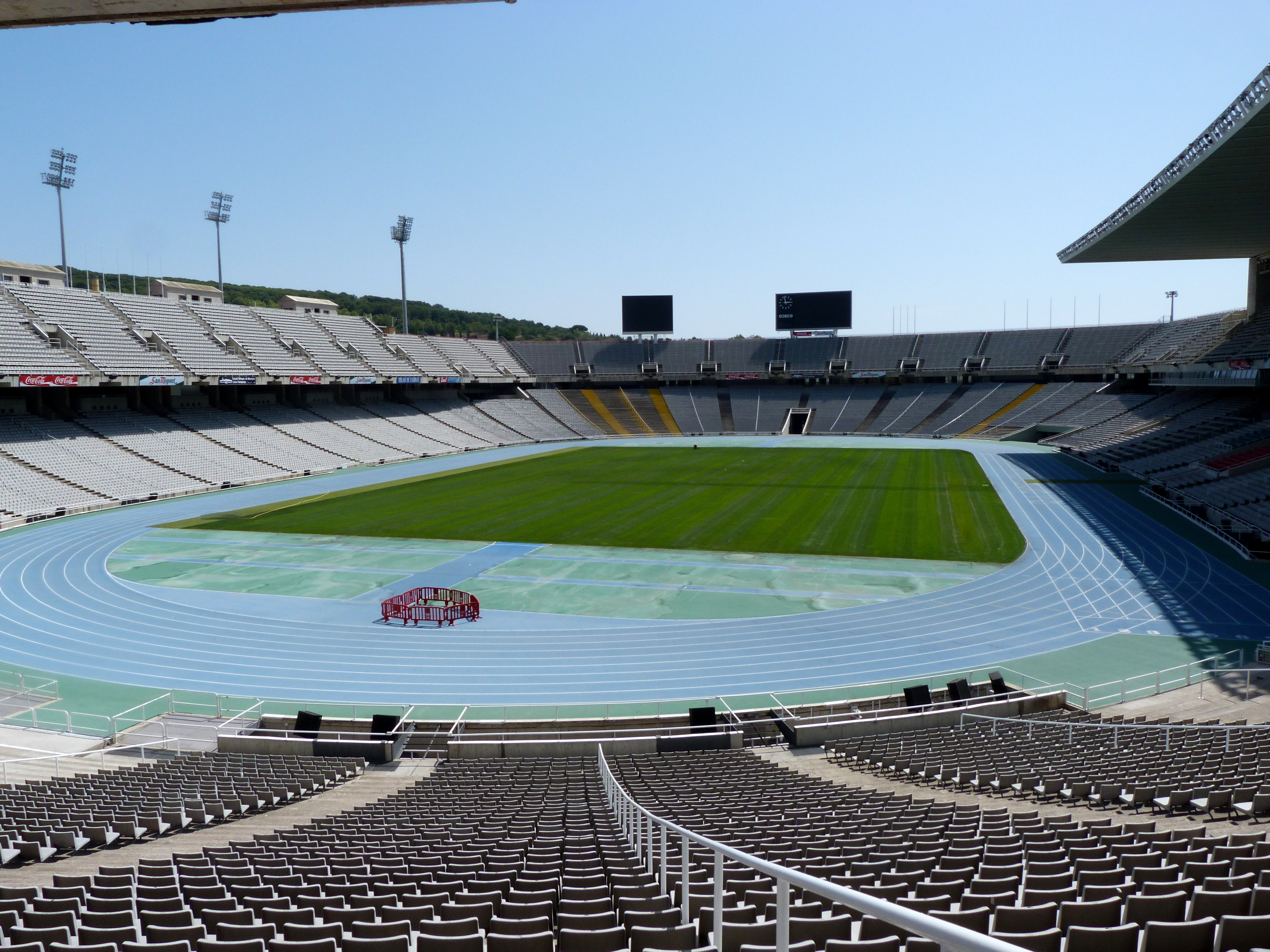
Das Olympiastadion Estadi Olímpic Lluís Companys
Barcelona im Jahr 2012

Das Kugelstoßen der Männer bei den Leichtathletik-Europameisterschaften 2010 wurde am 30. und 31. Juli 2010 im Olympiastadion Estadi Olímpic Lluís Companys der spanischen Stadt Barcelona ausgetragen.
Europameister wurde der polnische Olympiasieger von 2008 und Vizeweltmeister von 2009 Tomasz Majewski. Er gewann vor dem deutschen Titelverteidiger, WM-Dritten von 2005/2009 und EM-Dritten von 2002 Ralf Bartels. Bronze ging an den Letten Māris Urtāns.

## Bestehende Rekorde
| Weltrekord           | 23,12 m | Randy Barnes   | Los Angeles, USA             | 20. Mai 1990    |
| Europarekord         | 23,06 m | Ulf Timmermann | Chania – Kreta, Griechenland | 22. Mai 1988    |
| Meisterschaftsrekord | 22,22 m | Werner Günthör | EM Stuttgart, BR Deutschland | 28. August 1986 |

Der bereits seit 1986 bestehende EM-Rekord blieb auch bei diesen Europameisterschaften unerreicht. Die größte Weite erzielte der polnische Europameister Tomasz Majewski im Finale mit genau 21,00 Metern, womit er 1,22 m unter dem Rekord blieb. Zum Europarekord fehlten ihm 2,ß6 m, zum Weltrekord 2,12 m.

## Doping
In diesem Wettbewerb wurden drei Athleten wegen Verstoßes gegen die Antidopingbestimmungen nachträglich disqualifiziert:
- Dem Belarussen Andrej Michnewitsch, der ursprünglich den ersten Platz belegt hatte, wurden 2013 seine Resultate von 2007 bis 2011 aberkannt. Als Mehrfachtäter wurde er auf Lebenszeit gesperrt.[3]
- Pawel Lyschyn, ebenfalls aus Belarus, ursprünglich Siebter, wurde 2016 bei Nachtests des Dopingmissbrauchs überführt. Unter anderem seine Platzierung bei diesen Europameisterschaften wurde annulliert.[4]
- Der Tscheche Remigius Machura jun., in der Qualifikation ausgeschieden, wurde im September 2010 positiv auf Doping mit Hormonen getestet und erhielt eine Sperre von zwei Jahren. Sein EM-Resultat von 2010 wurde gestrichen.[5]

Leidtragende der Dopingbetrügereien waren vor allem fünf Athleten:
- Der Pole Tomasz Majewski wurde erst mit dreijähriger Verspätung zum Europameister erklärt.
- Der Lette Māris Urtāns erhielt erst drei Jahre nach dem Wettkampf seine Bronzemedaille und konnte nicht an der Siegerehrung teilnehmen.
- Dem Esten Taavi Peetre wurde die Finalteilnahme genommen.
- Auch der Portugiese Marco Fortes hätte am Finale teilnehmen können.
- Der Spanier Borja Vivas hätte im Finale drei weitere Stöße machen dürfen.
- Auch dem Briten Carl Myerscough hätten im Finale drei weitere Versuche zugestanden.

## Legende
Kurze Übersicht zur Bedeutung der Symbolik – so üblicherweise auch in sonstigen Veröffentlichungen verwendet:
| DOP | wegen Dopingvergehens disqualifiziert |
| –   | verzichtet                            |
| x   | ungültig                              |

## Qualifikation
30. Juli 2010, 11:30 Uhr
27 Wettbewerber traten in zwei Gruppen zur Qualifikationsrunde an. Sieben von ihnen (hellblau unterlegt), darunter die beiden gedopten Belarussen Michnewitsch und Lyschyn, übertrafen die Qualifikationsweite für den direkten Finaleinzug von 20,00 m. Damit war die Mindestzahl von zwölf Finalteilnehmern nicht erreicht. Das Finalfeld wurde mit den fünf nächstplatzierten Sportlern (hellgrün unterlegt) auf zwölf Kugelstoßer aufgefüllt. So mussten schließlich 19,51 m für die Finalteilnahme erbracht werden.

### Gruppe A
| Platz | Name                | Nation         | Resultat (m) | 1. Versuch (m) | 2. Versuch (m) | 3. Versuch (m) | Bemerkung                              |
| 1     | Ralf Bartels        | Deutschland    | 20,37        | 20,37          | –              | –              |                                        |
| 2     | Tomasz Majewski     | Polen          | 20,36        | 20,36          | –              | –              |                                        |
| 3     | Nedžad Mulabegović  | Kroatien       | 20,01        | 20,01          | –              | –              |                                        |
| 4     | Antonín Žalský      | Tschechien     | 19,93        | 19,93          | 19,78          | 19,74          |                                        |
| 5     | Carl Myerscough     | Großbritannien | 19,81        | 19,34          | x              | 19,81          |                                        |
| 6     | Taavi Peetre        | Estland        | 19,42        | 19,42          | x              | x              | eigentlich für das Finale qualifiziert |
| 7     | Andrij Semenow      | Ukraine        | 19,31        | 19,31          | x              | x              |                                        |
| 8     | Lajos Kürthy        | Ungarn         | 19,15        | x              | 19,15          | x              |                                        |
| 9     | Niklas Arrhenius    | Schweden       | 18,93        | 18,93          | x              | x              |                                        |
| 10    | Milan Jotanović     | Serbien        | 18,81        | 18,81          | 18,38          | 18,42          |                                        |
| 11    | Miran Vodovnik      | Slowenien      | 18,42        | x              | 18,42          | x              |                                        |
| 12    | Manuel Martínez     | Spanien        | 18,08        | 18,08          | x              | 17,73          |                                        |
| DOP   | Andrej Michnewitsch | Belarus        | 20,35        | 20,35          | –              | –              | für das Finale zugelassen              |

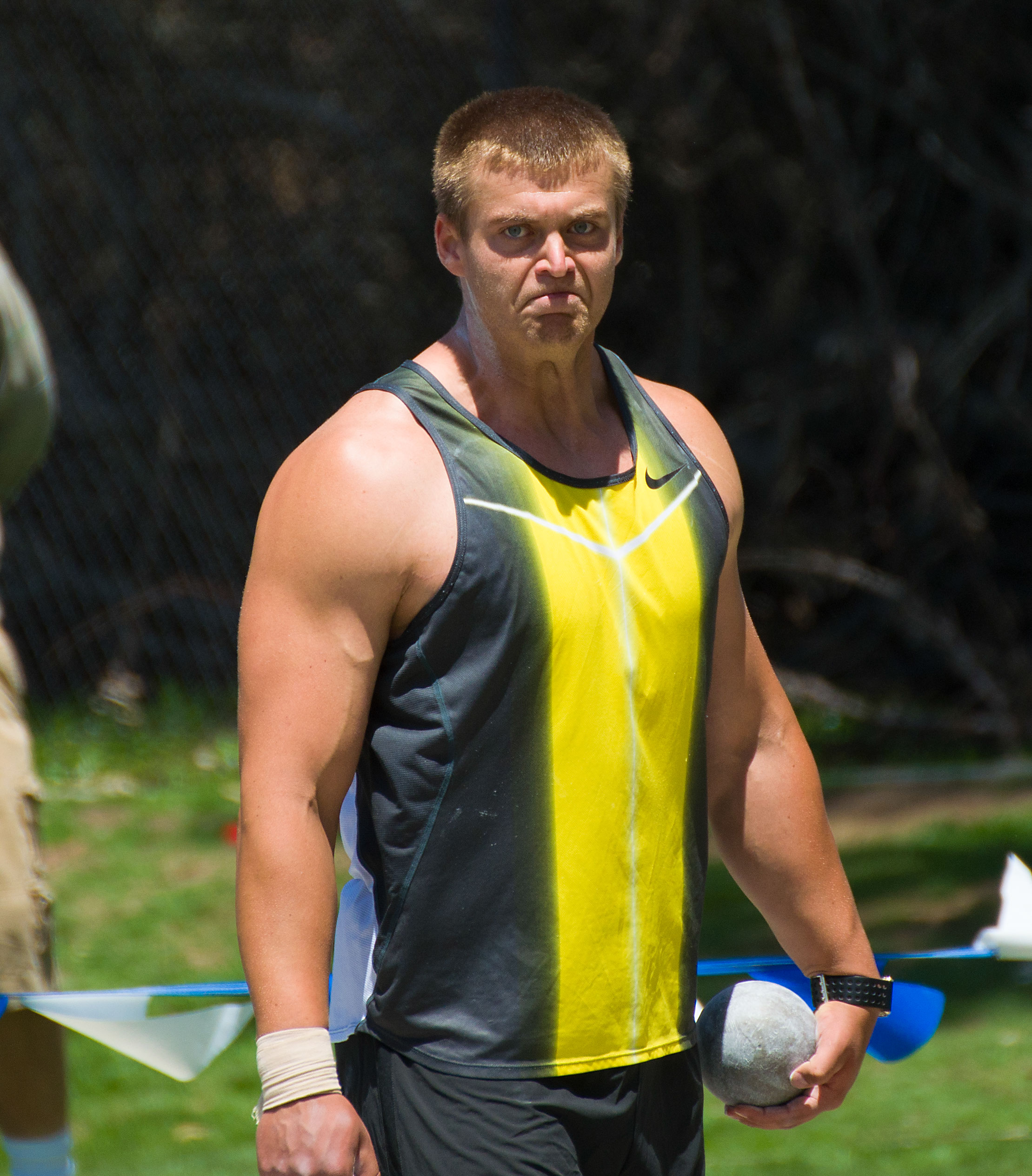
Mit 19,15 m erreichte Lajos Kürthy nicht das Finale
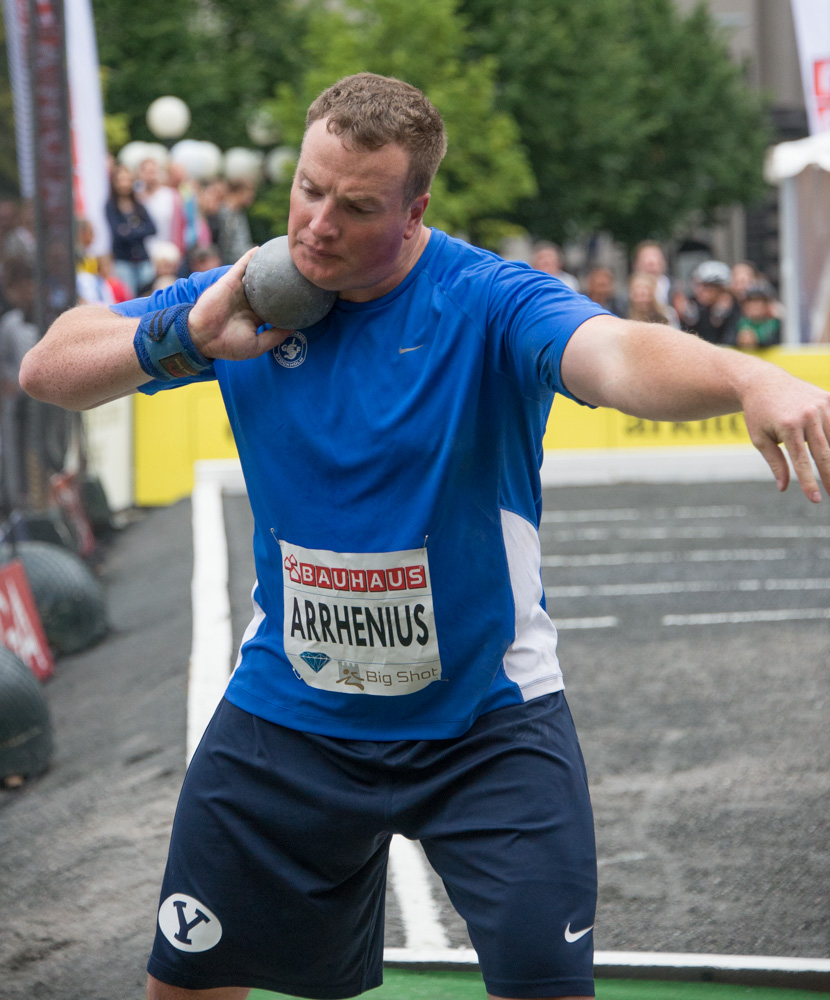
Niklas Arrhenius erzielte 18,93 m und schied damit aus
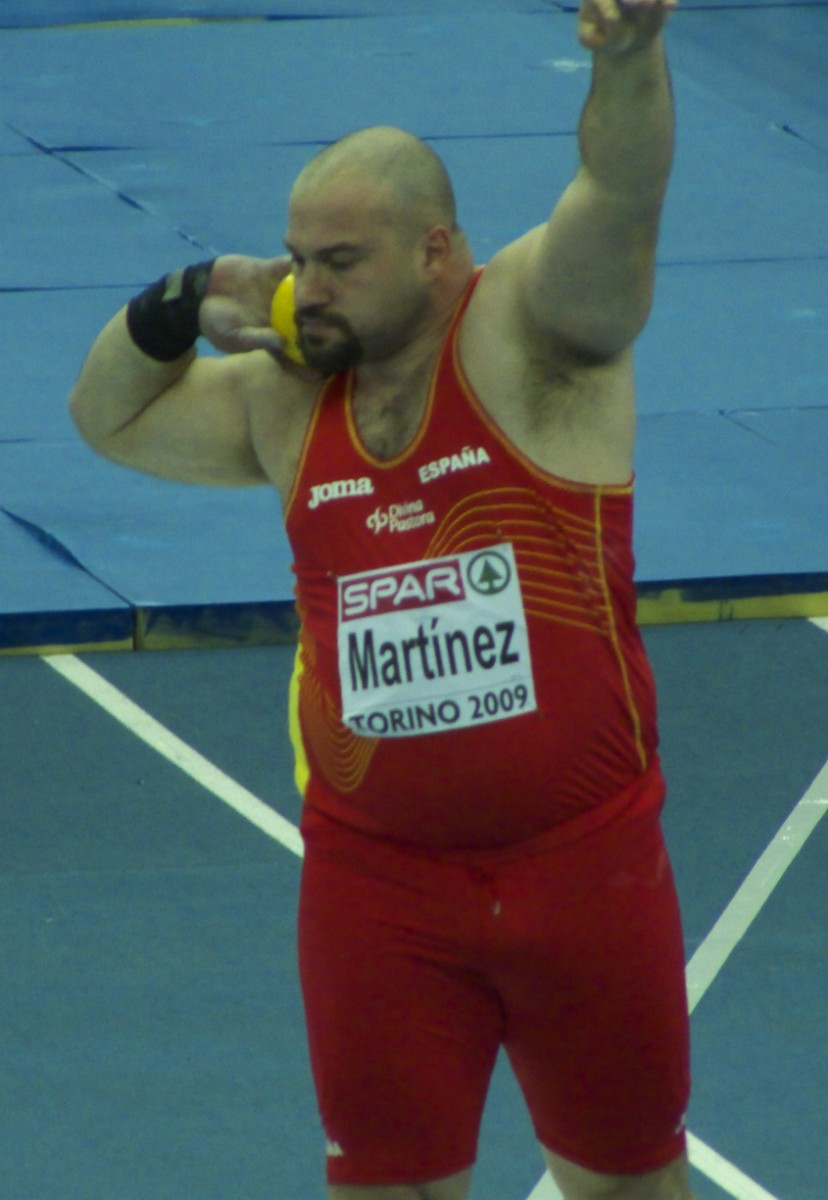
Manuel Martínez blieb mit 18,08 m in der Qualifikation hängen

### Gruppe B
| Platz | Name                      | Nation       | Resultat (m) | 1. Versuch (m) | 2. Versuch (m) | 3. Versuch (m) | Bemerkung                              |
| 1     | David Storl               | Deutschland  | 20,24        | 19,74          | x              | 20,24          |                                        |
| 2     | Māris Urtāns              | Lettland     | 20,19        | 18,55          | 19,17          | 20,19          |                                        |
| 3     | Asmir Kolašinac           | Serbien      | 19,83        | x              | 19,75          | 19,83          |                                        |
| 4     | Jakub Giża                | Polen        | 19,69        | 19,44          | 18,90          | 19,69          |                                        |
| 5     | Borja Vivas               | Spanien      | 19,51        | 19,14          | 19,21          | 19,51          |                                        |
| 6     | Marco Fortes              | Portugal     | 19,48        | 19,24          | 19,48          | 18,70          | eigentlich für das Finale qualifiziert |
| 7     | Mihaíl Stamatóyiannis     | Griechenland | 18,58        | 18,15          | 18,28          | 18,58          |                                        |
| 8     | Georgi Iwanow             | Bulgarien    | 18,28        | 18,18          | 18,28          | x              |                                        |
| 9     | Georgios Aresti           | Zypern       | 18,23        | x              | 18,23          | 17,76          |                                        |
| 10    | Kim Christensen           | Dänemark     | 18,20        | 17,36          | 18,20          | x              |                                        |
| NM    | Ódinn Björn Thorsteinsson | Island       | ogV          | x              | x              | x              |                                        |
| NM    | Yves Niaré                | Frankreich   | ogV          | x              | x              | x              |                                        |
| DOP   | Pawel Lyschyn             | Belarus      | 20,42        | x              | 19,43          | 20,42          | für das Finale zugelassen              |
| DOP   | Remigius Machura jun.     | Tschechien   | 18,71        | 18,71          | 18,55          | x              |                                        |

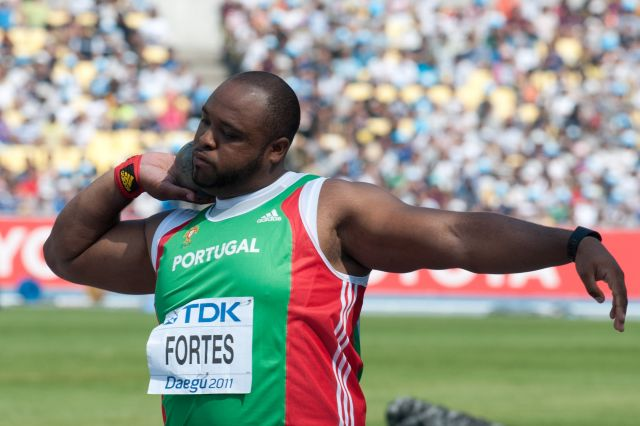
Marco Fortes war nach 19,48 m im Finale nicht dabei, hatte sich allerdings eigentlich dafür qualifiziert, wie sich nach der späteren Disqualifikation der Dopingsünder herausstellte
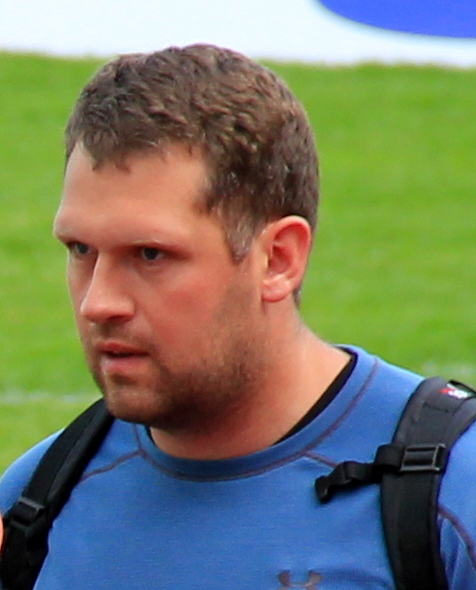
Ódinn Björn Thorsteinsson blieb in der Qualifikation ohne gültigen Stoß
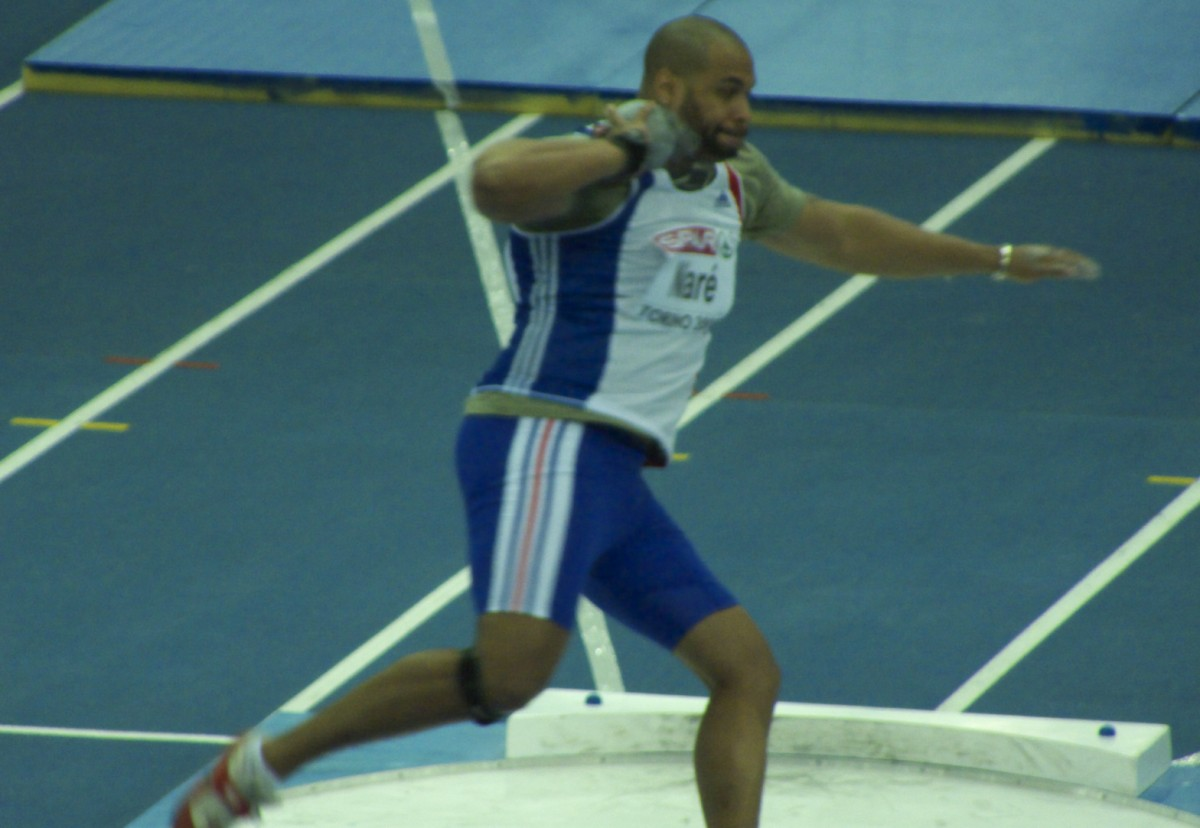
Yves Niaré gelang in der Qualifikation kein gültiger Versuch

## Finale
31. Juli 2010, 18:30 Uhr
| Platz | Name                | Nation         | Resultat (m) | 1. Versuch (m) | 2. Versuch (m) | 3. Versuch (m) | 4. Versuch (m)                                                                            | 5. Versuch (m)                                                                            | 6. Versuch (m)                                                                            |
| 1     | Tomasz Majewski     | Polen          | 21,00        | 20,66          | 20,83          | 20,78          | 21,00                                                                                     | 20,96                                                                                     | 20,59                                                                                     |
| 2     | Ralf Bartels        | Deutschland    | 20,93        | 20,23          | 20,22          | 20,40          | 20,22                                                                                     | 20,65                                                                                     | 20,93                                                                                     |
| 3     | Māris Urtāns        | Lettland       | 20,72        | 19,81          | 20,12          | x              | 20,56                                                                                     | 20,72                                                                                     | 20,64                                                                                     |
| 4     | David Storl         | Deutschland    | 20,57        | 20,24          | 20,24          | x              | 20,28                                                                                     | x                                                                                         | 20,57                                                                                     |
| 5     | Nedžad Mulabegović  | Kroatien       | 20,56        | 20,56          | x              | 20,33          | 19,90                                                                                     | 20,50                                                                                     | 20,33                                                                                     |
| 6     | Antonín Žalský      | Tschechien     | 20,01        | 20,01          | x              | 19,58          | x                                                                                         | x                                                                                         | x                                                                                         |
| 7     | Asmir Kolašinac     | Serbien        | 19,77        | 19,61          | x              | 19,77          | nicht im Finale der besten acht Athleten, aber eigentlich zu 3 weiteren Stößen berechtigt | nicht im Finale der besten acht Athleten, aber eigentlich zu 3 weiteren Stößen berechtigt | nicht im Finale der besten acht Athleten, aber eigentlich zu 3 weiteren Stößen berechtigt |
| 8     | Jakub Giża          | Polen          | 19,73        | 18,63          | 19,04          | 19,73          | nicht im Finale der besten acht Athleten, aber eigentlich zu 3 weiteren Stößen berechtigt | nicht im Finale der besten acht Athleten, aber eigentlich zu 3 weiteren Stößen berechtigt | nicht im Finale der besten acht Athleten, aber eigentlich zu 3 weiteren Stößen berechtigt |
| 9     | Borja Vivas         | Spanien        | 19,12        | 19,04          | 18,94          | 19,12          | nicht im Finale der besten acht Athleten                                                  | nicht im Finale der besten acht Athleten                                                  | nicht im Finale der besten acht Athleten                                                  |
| 10    | Carl Myerscough     | Großbritannien | 18,19        | x              | x              | 18,19          | nicht im Finale der besten acht Athleten                                                  | nicht im Finale der besten acht Athleten                                                  | nicht im Finale der besten acht Athleten                                                  |
| DOP   | Andrej Michnewitsch | Belarus        | 21,01        | 20,49          | 21,01          | 20,87          | 20,77                                                                                     | 20,58                                                                                     | 20,94                                                                                     |
| DOP   | Pawel Lyschyn       | Belarus        | 20,11        | x              | 19,93          | 20,11          | x                                                                                         | x                                                                                         | x                                                                                         |

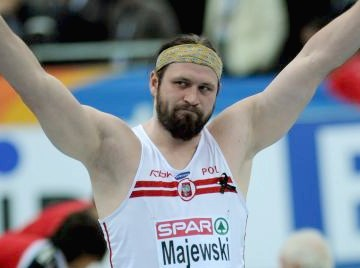
Mit Tomasz Majewski wurde einer stärksten Kugelstoßer dieser Jahre Europameister

Der amtierende Europameister Ralf Bartels kam wie auch vier Jahre zuvor erst mit seinem letzten Versuch in die Medaillenränge. Gold ging diesmal an den Olympiasieger Tomasz Majewski, Silber an Bartels.

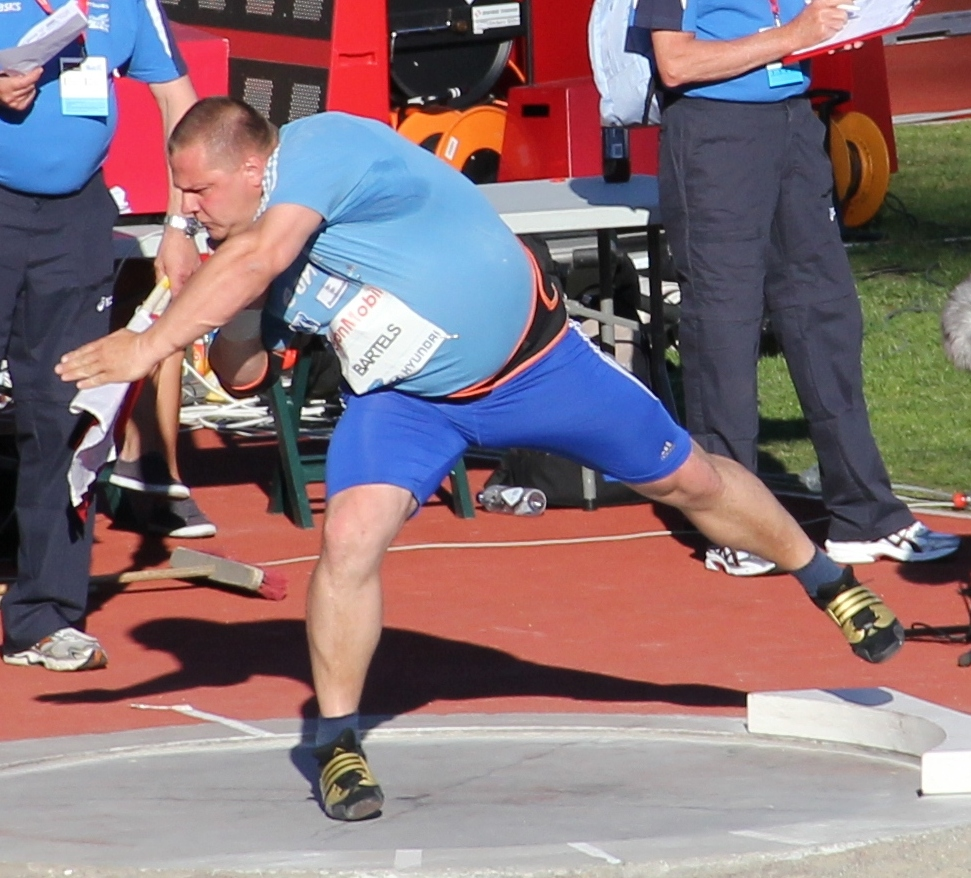
Ralf Bartels, mehrfacher Medaillengewinner bei Welt- und Europameisterschaften, errang die Silbermedaille
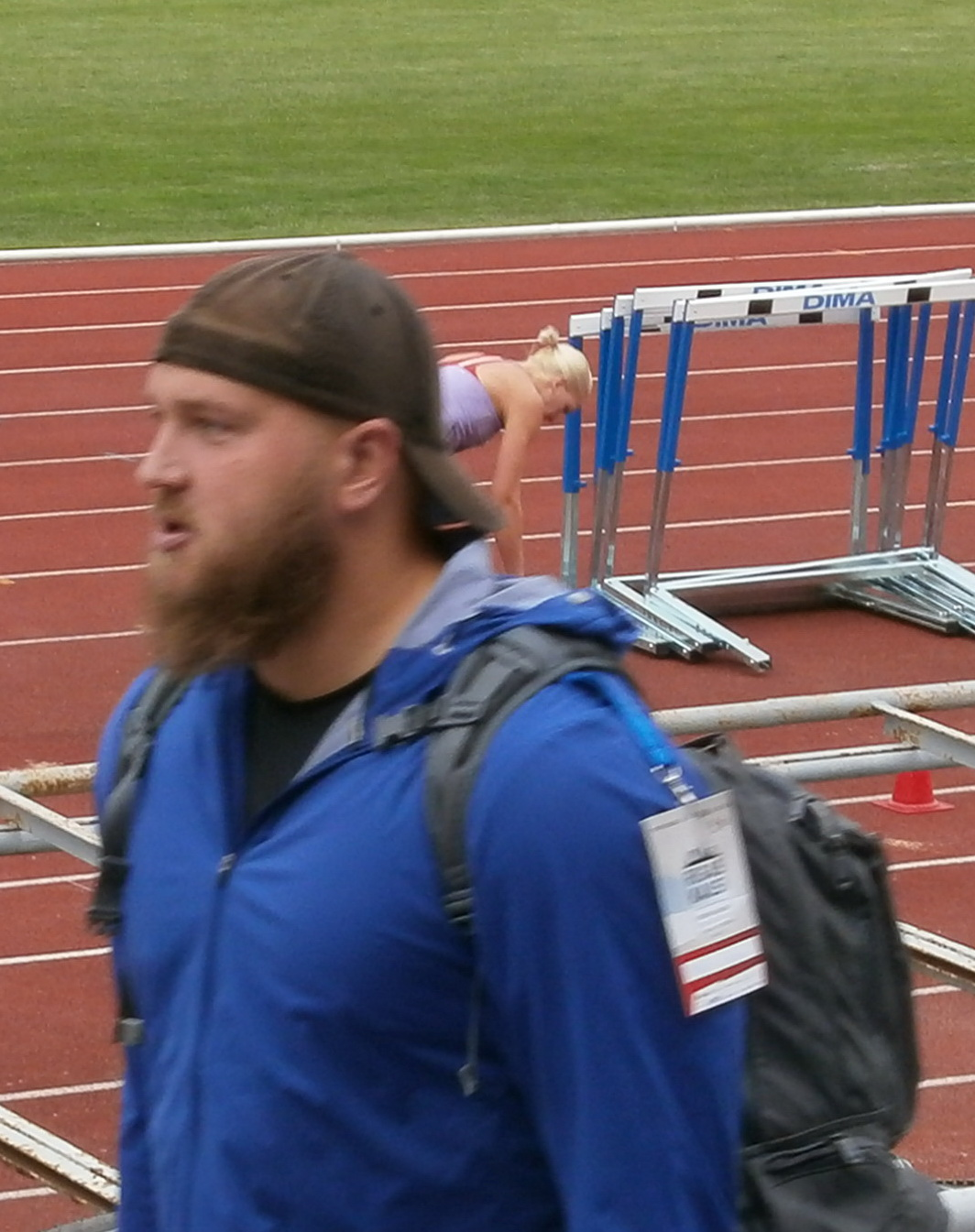
Bronzemedaillengewinner Māris Urtāns
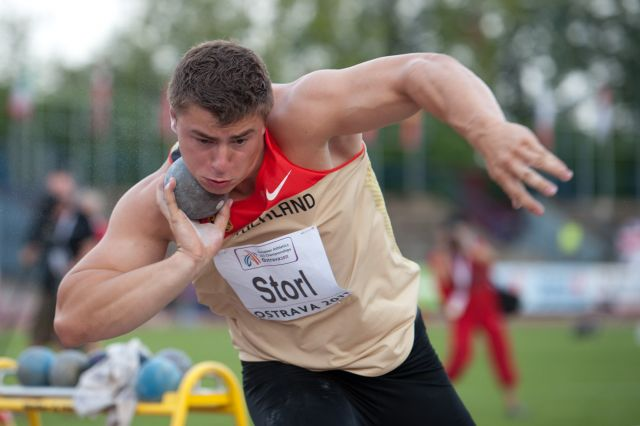
David Storl, später dreimal Europameister und zweimal Weltmeister, kam auf den vierten Platz

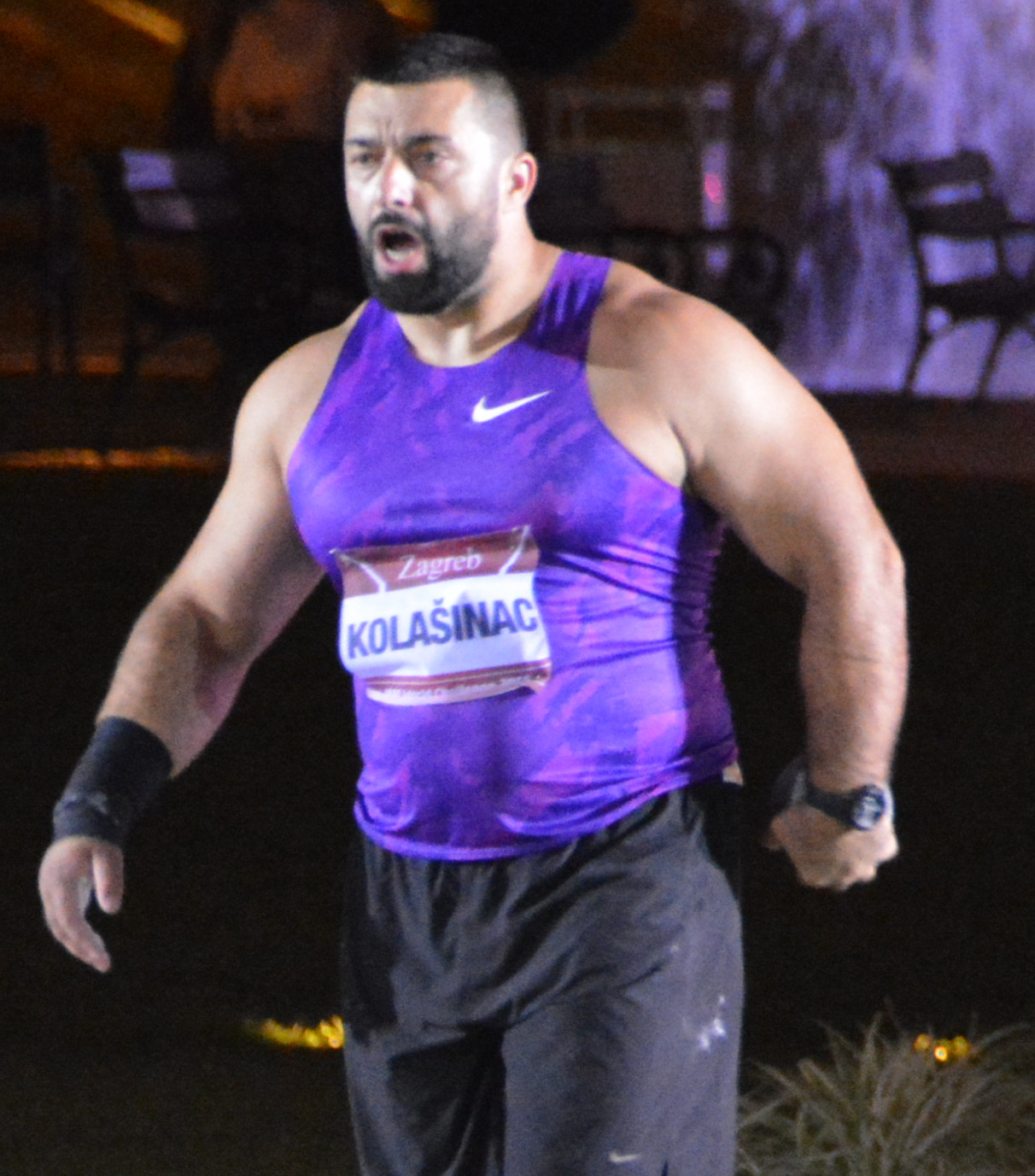
Asmir Kolašinac belegte Rang sieben
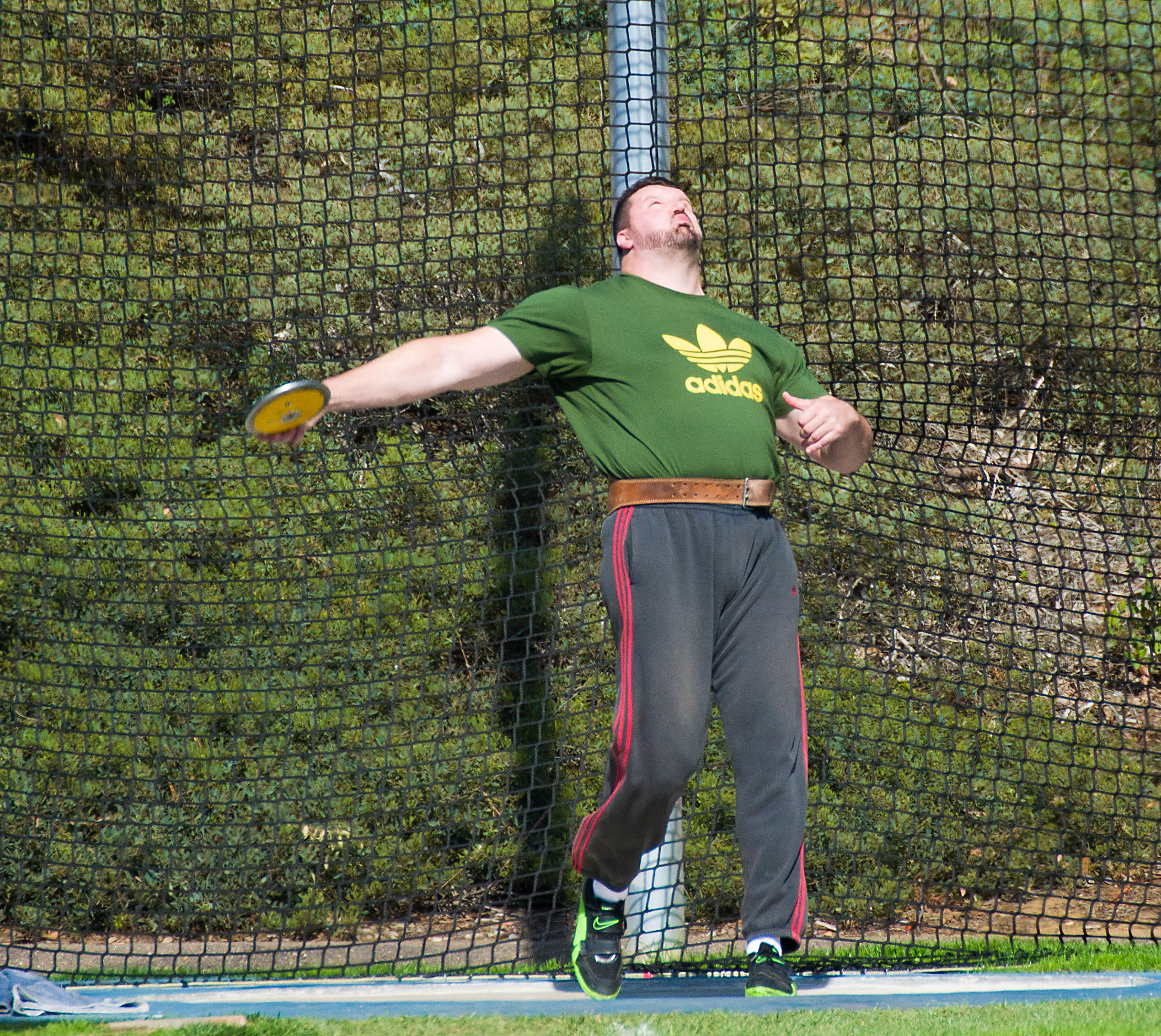
Carl Myerscough – hier als Diskuswerfer – wurde Zehnter in diesem Finale
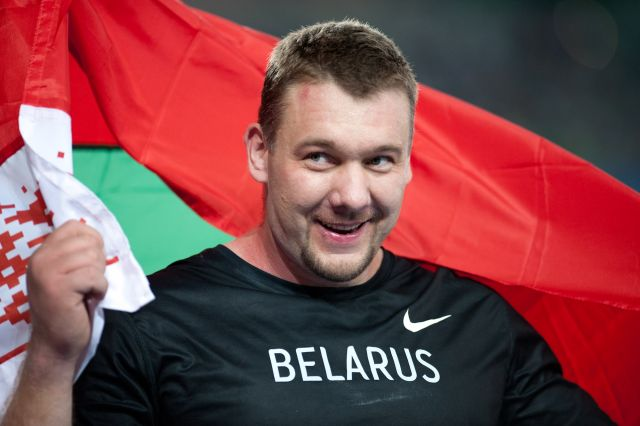
Andrej Michnewitsch, einer von drei Dopingsündern dieses Wettbewerbs – sein Resultat wurde annulliert und als Mehrfachtäter wurde er auf Lebenszeit gesperrt
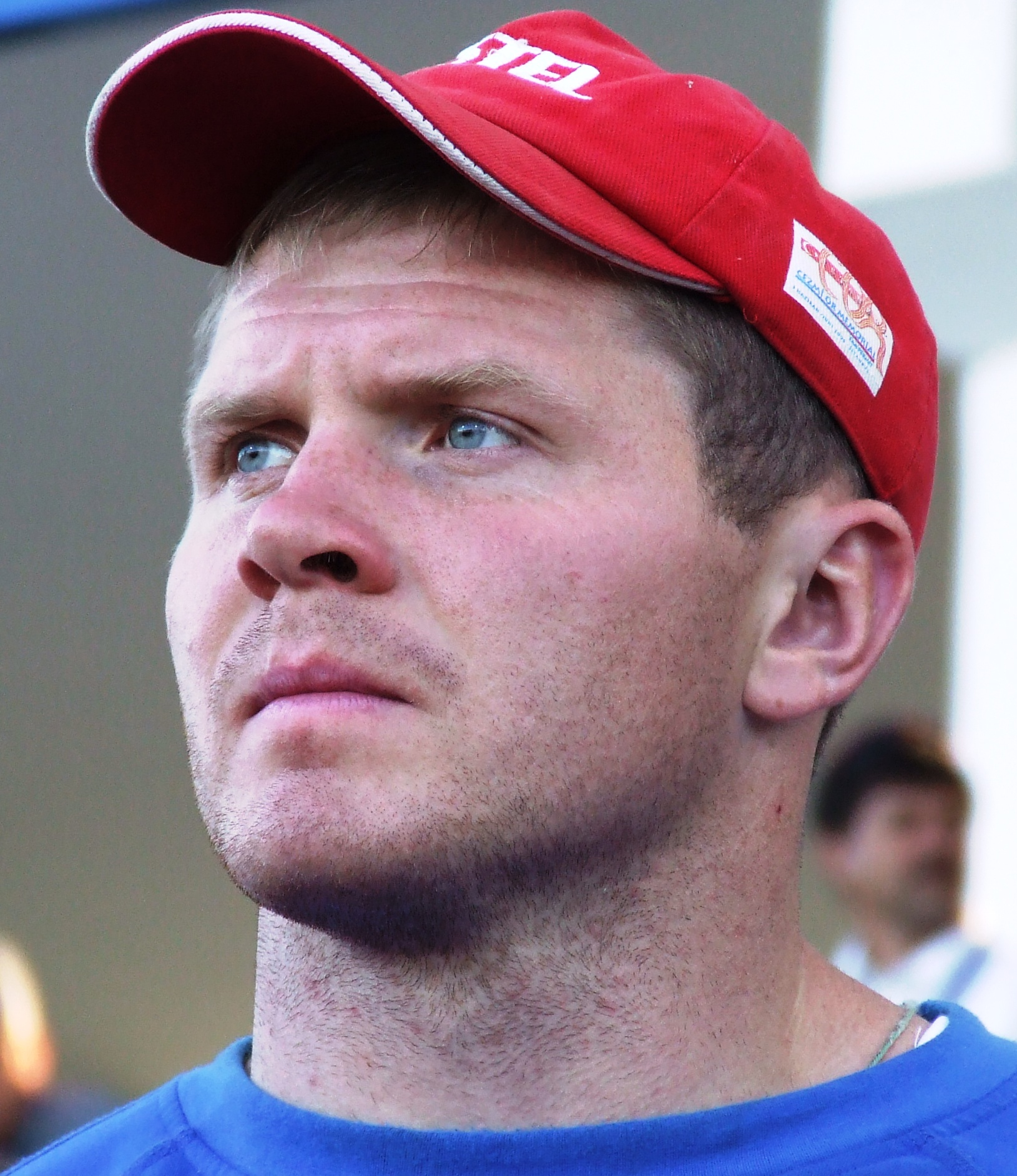
Pawel Lyschyn – wegen Dopingbetrugs disqualifiziert

## Videolinks
- Shot Put Final Mens European Champs Barcelona 2010, youtube.com, abgerufen am 17. Februar 2023
- European Championships Barcelona 2010 Shot Put, youtube.com, abgerufen am 17. Februar 2023